# ISO 3166-2:BR
ISO 3166-2:BR è uno standard ISO che definisce i codici geografici del Brasile ed è un sottogruppo del codice ISO 3166-2.
Tali codici sono stati assegnati ai 26 Stati federati e al Distretto Federale e sono formati dalla sigla BR-, seguita da due lettere.

## Lista dei codici
| Codice | Stato               |
| ------ | ------------------- |
| BR-DF  | Distretto Federale  |
| BR-AC  | Acre                |
| BR-AL  | Alagoas             |
| BR-AP  | Amapá               |
| BR-AM  | Amazonas            |
| BR-BA  | Bahia               |
| BR-CE  | Ceará               |
| BR-ES  | Espírito Santo      |
| BR-GO  | Goiás               |
| BR-MA  | Maranhão            |
| BR-MT  | Mato Grosso         |
| BR-MS  | Mato Grosso do Sul  |
| BR-MG  | Minas Gerais        |
| BR-PA  | Pará                |
| BR-PB  | Paraíba             |
| BR-PR  | Paraná              |
| BR-PE  | Pernambuco          |
| BR-PI  | Piauí               |
| BR-RJ  | Rio de Janeiro      |
| BR-RN  | Rio Grande do Norte |
| BR-RS  | Rio Grande do Sul   |
| BR-RO  | Rondônia            |
| BR-RR  | Roraima             |
| BR-SC  | Santa Catarina      |
| BR-SP  | San Paolo           |
| BR-SE  | Sergipe             |
| BR-TO  | Tocantins           |